# Str8 off tha Streetz of Muthaphukkin Compton
Albums de Eazy-E
It's On (Dr. Dre) 187um Killa
(1993) Eternal E
(1995)
Str8 off tha Streetz of Muthaphukkin Compton est le deuxième et dernier album studio d'Eazy-E, sorti à titre posthume le 30 janvier 1996.
L'album a été certifié disque de platine ayant dépassé les 1 000 000 d'exemplaires vendus.

## Liste des titres
| No  | Titre                                                                      | Contient un (des) sample(s) de            | Durée |
| --- | -------------------------------------------------------------------------- | ----------------------------------------- | ----- |
| 1.  | First Power                                                                |                                           | 0:48  |
| 2.  | Ole School Shit (featuring B.G. Knocc Out, Dresta et Sylk-E. Fyn)          |                                           | 4:00  |
| 3.  | Sorry Louie                                                                |                                           | 4:03  |
| 4.  | Just tah Let U Know                                                        |                                           | 4:08  |
| 5.  | Sippin on a 40 (featuring B.G. Knocc Out et Dresta)                        | Slippin' Into Darkness de War             | 4:30  |
| 6.  | Nutz on Ya Chin                                                            |                                           | 3:07  |
| 7.  | Tha Muthaphukkin Real (featuring MC Ren)                                   | Hip-Hop vs. Rap de KRS-One                | 4:21  |
| 8.  | Lickin', Suckin', Fuckin'                                                  | Impeach the President des Honey Drippers  | 2:26  |
| 9.  | Hit the Hooker                                                             |                                           | 2:52  |
| 10. | My Baby'z Mama                                                             | The Grunt des J.B.'s                      | 3:43  |
| 11. | Creep N Crawl                                                              | Deep Cover de Dr. Dre et Snoop Dogg       | 4:11  |
| 12. | Wut Would You Do (featuring Dirty Red)                                     |                                           | 5:51  |
| 13. | Gangsta Beat 4 tha Street (featuring B.G. Knocc Out, Dresta et Menajahtwa) | Trying to Make a Fool of Me des Delfonics | 3:40  |
| 14. | Eternal E (featuring Roger Troutman et DJ Yella)                           |                                           | 5:25  |